# 梁相 (明朝)
梁相（15世紀—16世紀），山東東昌府聊城縣人，明朝政治人物。

## 生平
梁相是永樂十二年舉人梁棟的曾孫，成化二十年進士梁璽之子，於弘治十七年（1504年）中舉人，授浙江新城縣知縣。當時鎮守宦官苛索州縣物資，他說：「我怎忍心拿出人民賦稅給奄人。」最後唯獨新城縣沒有送出任何獻禮；有論死的囚犯拿出重賄讓巡按御史從輕處理，梁相固執不願徇私，因此遭罷歸，在縣市授徒自給自足，又協助纂修縣志。
子梁承學，是隆慶二年進士，孫梁衍祚則是萬曆七年舉人。

## 引用
1. 1 2  宣統《聊城縣志·卷八·人物志》：梁璽，字朝用，棟孫，早歲博綜善屬文，成化二十年進士……子相，宏治十七年舉人，知杭州新城縣，鎮守中官橫索州縣，相曰：「吾何忍榷民脂髓以奉奄豎。」獨無所齎遺。有論死囚挾重賄納巡按御史請解，相固執不聽罷歸，僦居市舍授生徒自給，葺修郡志。孫承學，少孤力學，隆慶二年進士……承學子衍祚，萬厯七年舉人。